# 新米丘林斯克

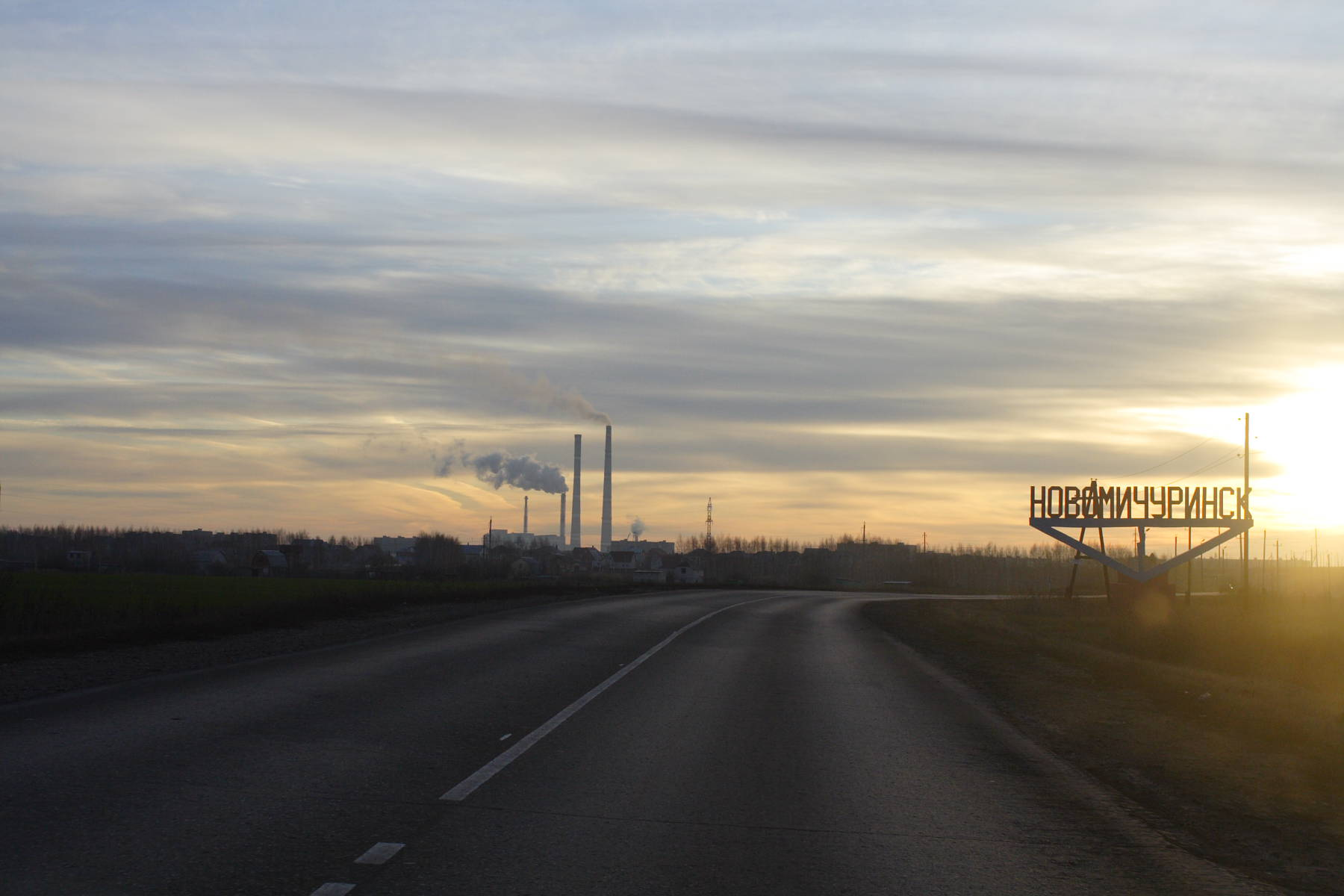

54°02′N 39°47′E / 54.033°N 39.783°E
新米丘林斯克（俄语：Новомичу́ринск）是俄羅斯梁贊州西南部的一個城市，位於州府梁贊以南85公里。2002年人口20,743人。
1968年建立。1981年建市。